# 九十九王子 (和歌山市)
本項目では和歌山県和歌山市に所在する九十九王子（くじゅうくおうじ）について述べる。

## 九十九王子とは
九十九王子（くじゅうくおうじ）とは、熊野古道、特に紀伊路・中辺路沿いに在する神社のうち、主に12世紀から13世紀にかけて、皇族・貴人の熊野詣に際して先達をつとめた熊野修験の手で急速に組織された一群の神社をいい、参詣者の守護が祈願された。
しかしながら、1221年（承久3年）の承久の乱以降、京からの熊野詣が下火になり、そのルートであった紀伊路が衰退するとともに、荒廃と退転がすすんだ。室町時代以降、熊野詣がかつてのような卓越した地位を失うにつれ、この傾向はいっそう進み、近世紀州藩の手による顕彰も行なわれたものの、勢いをとどめるまでには至らなかった。さらに、明治以降の神道の国家神道化とそれに伴う合祀、市街化による廃絶などにより、旧社地が失われたり、比定地が不明になったものも多い。
本記事では、これら九十九王子のうち、比定地が和歌山県和歌山市にある王子を扱う。

## 和歌山市の九十九王子
和歌山市の九十九王子は9社。

### 中山王子

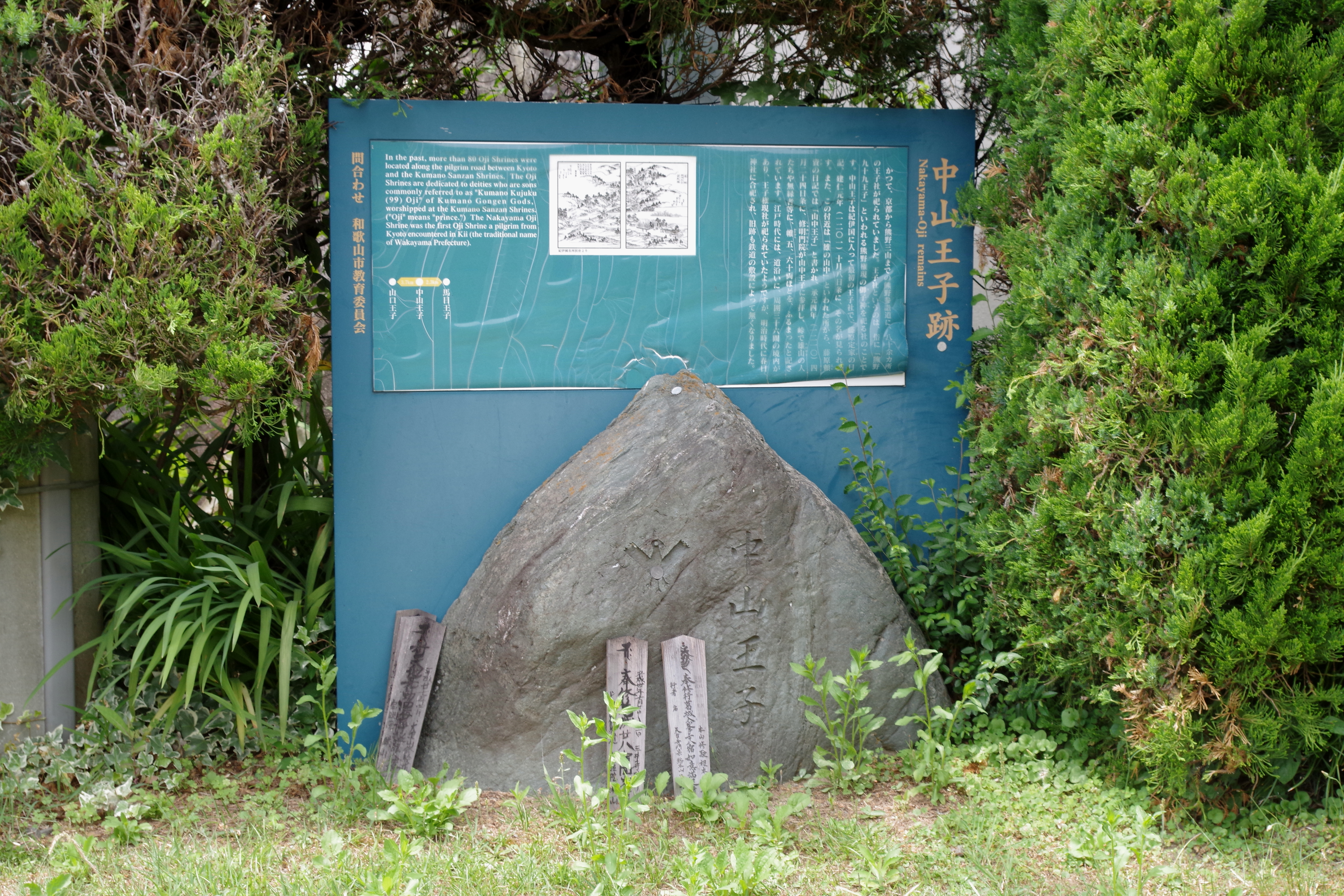
中山王子跡

馬目王子から和歌山県道・大阪府道64号和歌山貝塚線沿いに南下して県境を越え、阪和線の線路を西側に越えたところが中山王子（なかやまおうじ）の旧址である。「熊野道之間愚記」（『明月記』所収）建仁元年（1201年）10月8日条に「中山王子」と見える。『紀伊続風土記』は滝畑村の王子権現社の項に境内36間の社地があるとし、『葛嶺雑記』は葛城修験の行場であると記している。『和歌山県聖蹟』によれば、1909年（明治42年）に春日神社に合祀され、次いで日吉神社（後の山口神社）に合祀され、跡地は滝畑の住人に払い下げられた。
- 所在地 和歌山県和歌山市滝畑275

### 山口王子

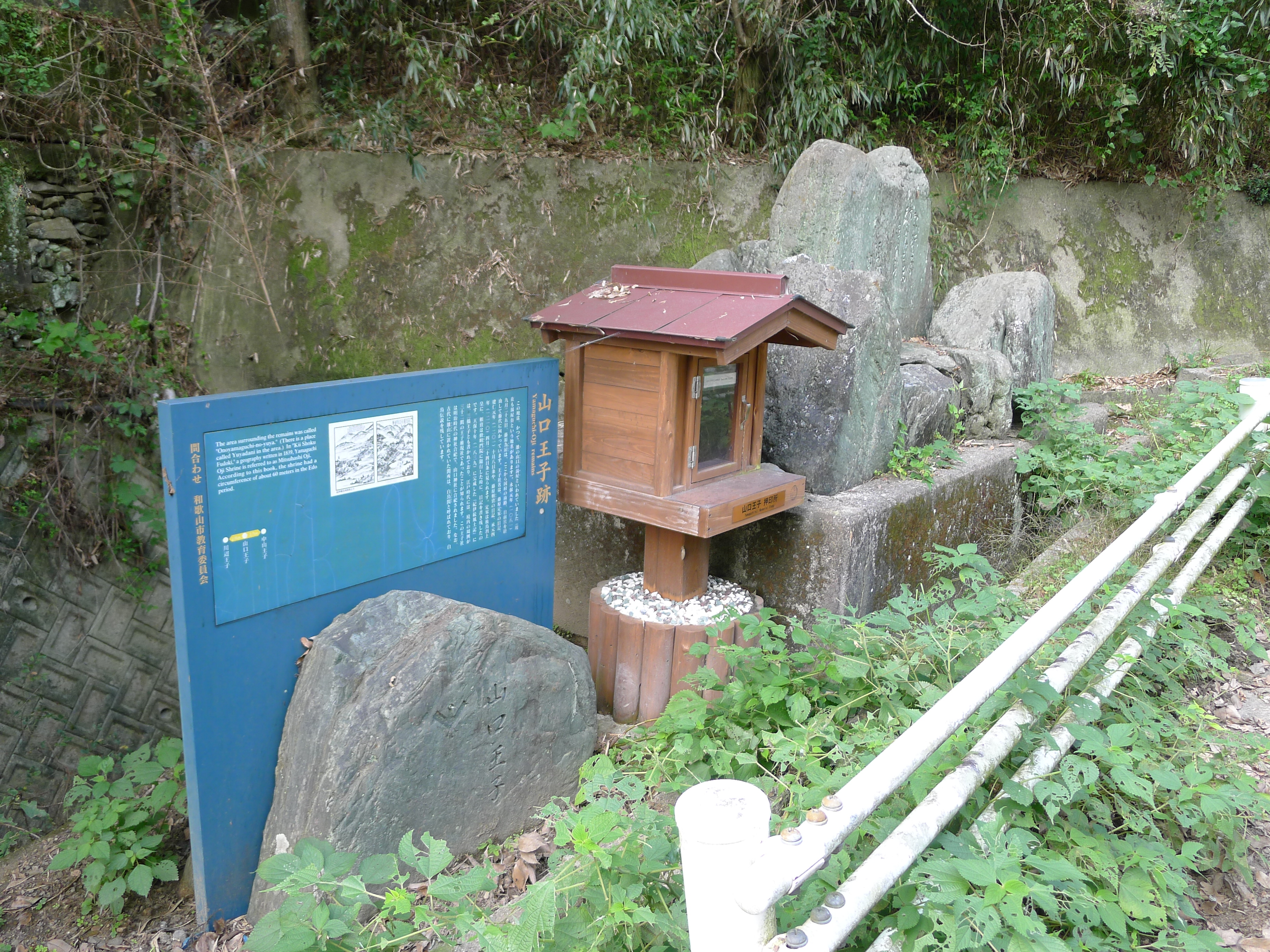
山口王子跡

中山王子から南下し、雄ノ山峠を越えたところに山口王子（やまぐちおうじ）の旧址がある。「熊野道之間愚記」建仁元年（1201年）10月8日条に、中山王子と川辺王子の間に記されるほか、『宴曲抄』の「熊野参詣」にも名が見える。『紀伊続風土記』には「境内周三十二間〔略〕一には三橋王子ともいふといへり」と伝えており、『和歌山県聖蹟』によれば前後9尺4寸、左右8尺2寸の社壇があり旧態をとどめていたが、第二次大戦中に境内の松林を供出のために伐採してから荒廃がすすんだという。
- 所在地 和歌山県和歌山市湯屋谷118

### 川辺王子

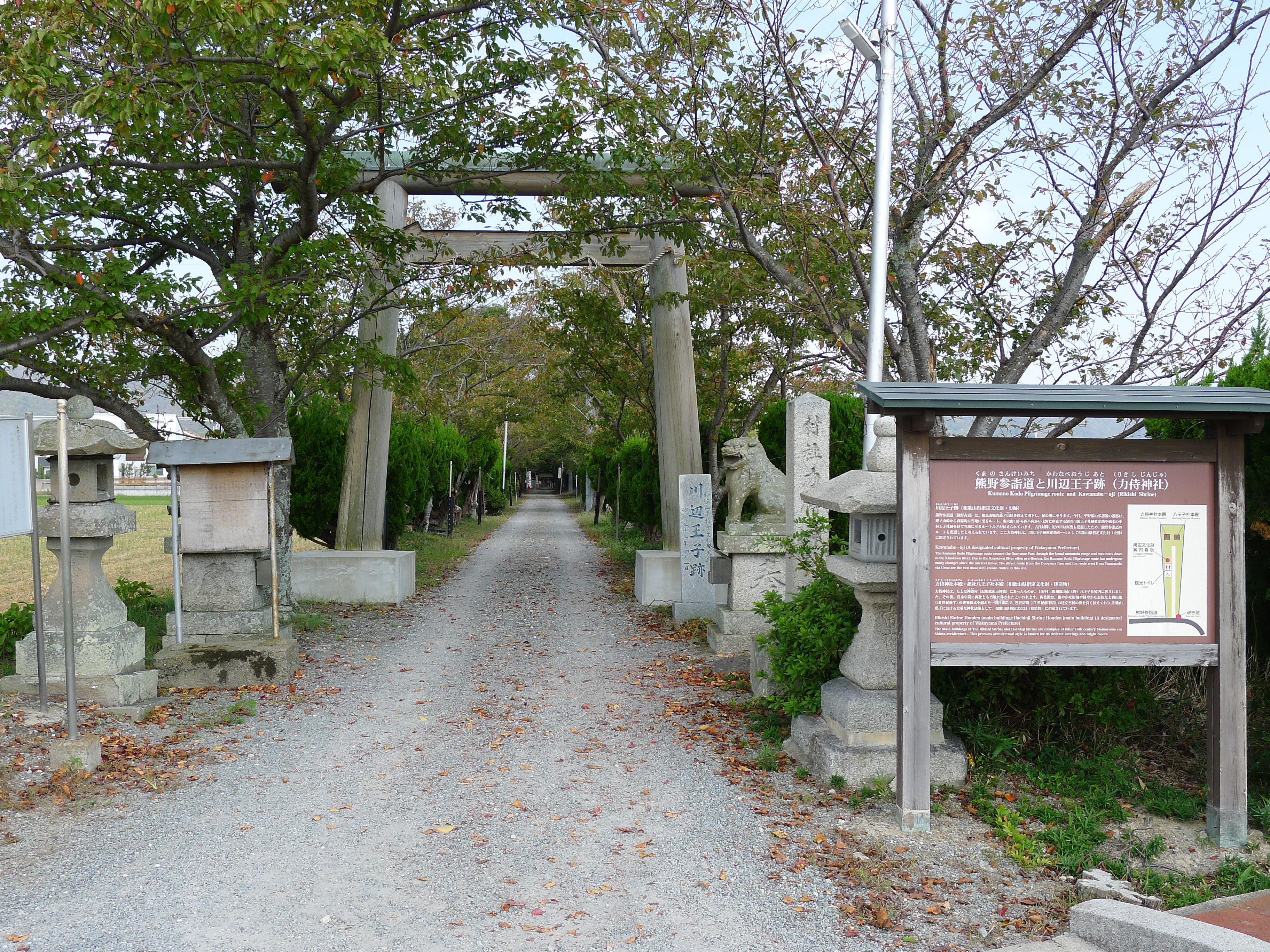
川辺王子の石碑がたつ力侍神社

山口王子から県道64号を南下し、和歌山県道7号粉河加太線に入って1キロメートルほど西に進み、南側の路地を入ったところに川辺王子（かわのべおうじ）の旧址と伝えられる石鳥居がある。「熊野道之間愚記」建仁元年（1201年）10月8日条に「次参川辺（カハノヘ）王子」とあり、『民経記』承元4年（1210年）4月24日条には「四橋王子」の名が挙げられており、川辺王子の別称とも考えられるが定かではない。
今日の川辺の地名は、紀ノ川右岸沿いの限られた地域のみを指すが、本来は紀ノ川氾濫原であることに由来する地名であって、近世まではより広大な地域を指した ことから、現鎮座地の上野にある王子が川辺王子と呼ばれたとしても不自然ではない。近世には八王子社と称され、同一境内に力侍神社が祀られていたが、力侍神社はもとは近世までの川辺の中心地であった神波（こうなみ、和歌山市）から遷祀されたという。後に両社とも遷祀され、上野に残された八王子社の古宮 は、1873年（明治6年）に村社に列せられたが、1911年（明治44年）に合祀された。
力侍神社境内の川辺王子跡は和歌山県指定史跡（1958年〈昭和33年〉4月1日指定）。また、力侍神社の本殿（寛永11年）および摂社八王子神社本殿（寛永元年）は、和歌山県指定文化財（建造物、1979年〈昭和54年〉6月9日） である。
- 所在地 - 和歌山県和歌山市上野23

### 中村王子
川辺王子から南に進み、力侍神社の近くの田の中にあるのが中村王子（なかむらおうじ）の旧址である。「熊野道之間愚記」建仁元年（1201年）10月8日条に「次参中村王子」とある。
跡地は不明確で、『紀伊続風土記』は鎮座地の楠本の旧地名が中村であることを根拠に楠本の楠大明神社を跡地とし、『南紀神社録』（延享3年〈1746年〉）や『紀伊名所図会』は楠本集落北西端の若宮八幡社跡に比定し、『和歌山県聖蹟』も若宮八幡社説を採る。田圃は以前は、若宮八幡社の竹やぶであったという。1910年（明治43年）に力侍神社に合祀された。
- 所在地 - 和歌山県和歌山市楠本346

### 吐前王子
中村王子から南に進んで紀ノ川を渡り、布施屋駅の南東に吐前王子（はんざきおうじ）旧址がある。「熊野道之間愚記」建仁元年（1201年）10月8日条に吐前の仮屋で昼食を摂りながら遅れていた後鳥羽院の到着を待ったとある。一帯の字名は御幸堂と称し、『紀伊続風土記』や『紀伊名所図会』は地元住人の語るところを根拠に旧址を比定し、「御幸の森」なる名で呼ばれていたと伝えている。1909年（明治42年）に合祀され、廃絶した。
- 所在地 - 和歌山県和歌山市737

### 川端王子

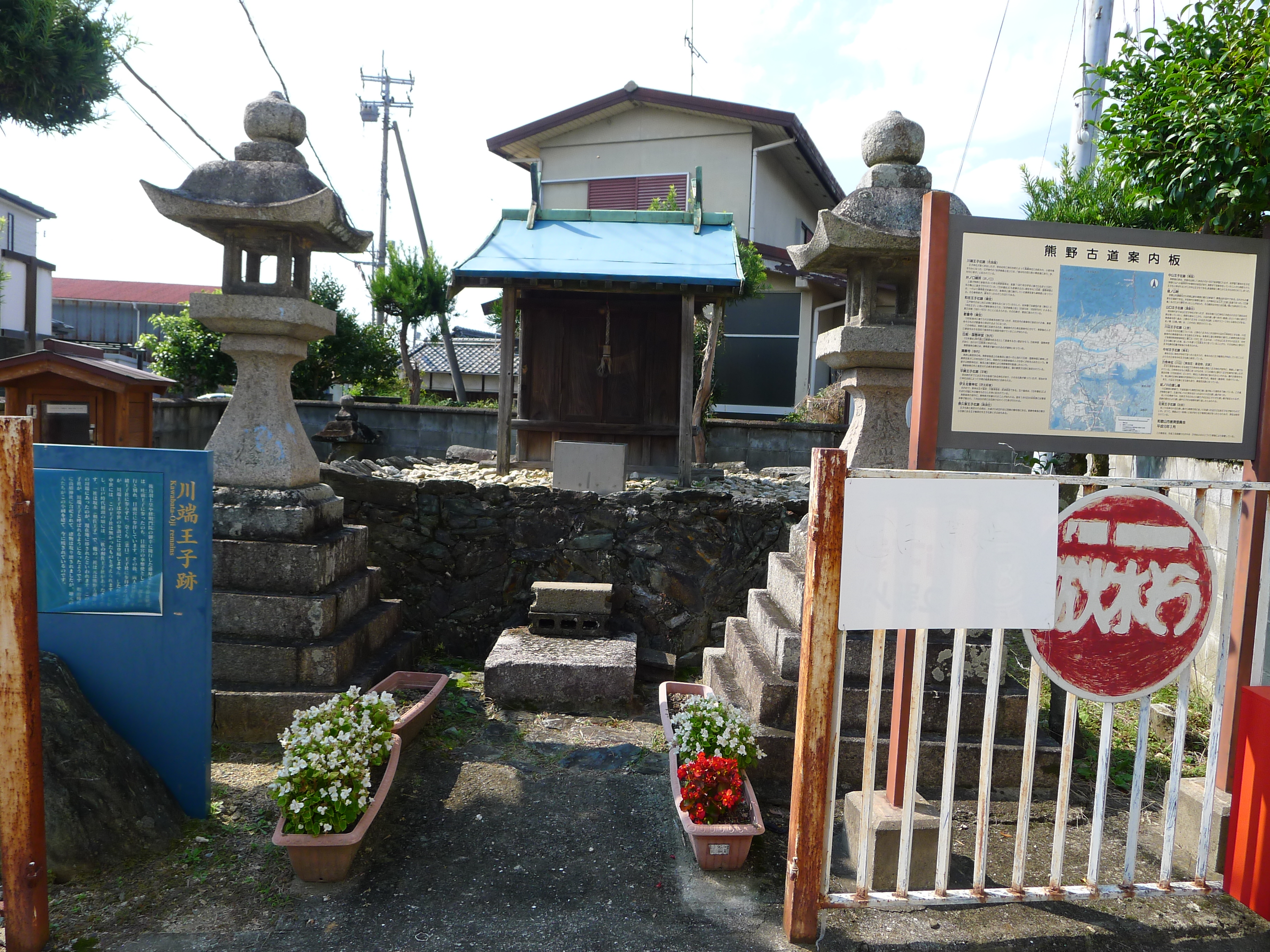
川端王子

川端王子（かわばたおうじ）の旧址は布施屋駅の南西にある。近世には一帯の氏神であったが、明治末年に近隣の高積神社に合祀された。しかし、第二次大戦の最中に、頻繁に神社参拝をするのに不便であるとして、旧社地に遥拝所として小祠が建てられた。江戸時代の銘がある石灯籠2基がある。
- 所在地 - 和歌山県和歌山市布施屋708

### 和佐王子

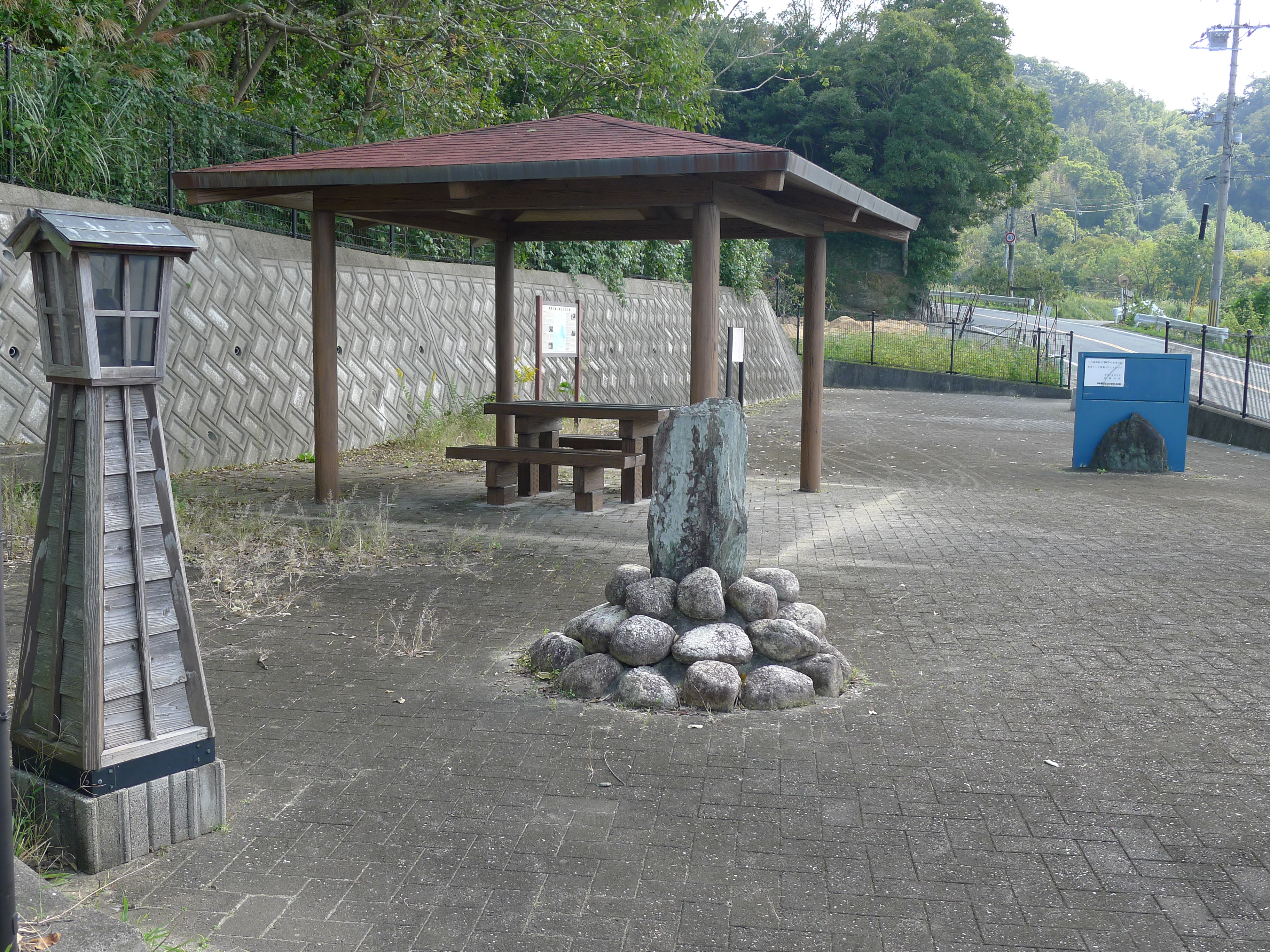
和佐王子跡

川端王子から南西に進み、矢田峠の手前にある石碑の辺りが和佐王子（わさおうじ）の跡地である。「熊野道之間愚記」建仁元年（1201年）10月8日条に「ワサ王子」の名が記されている が、日前國懸宮での奉幣のため別の道をとったため、参詣していない。『紀伊続風土記』では、禰宜村の王子権現社の項に「坂本王子」の名で見え、寛文年間に建てられた和佐王子碑があるとし、布施屋村川端にも同名の王子があるとしている。古くは1間半4面の社があったが、1909年（明治42年）に合祀されて廃絶した。
- 所在地 - 和歌山県和歌山市禰宜260

### 平緒王子

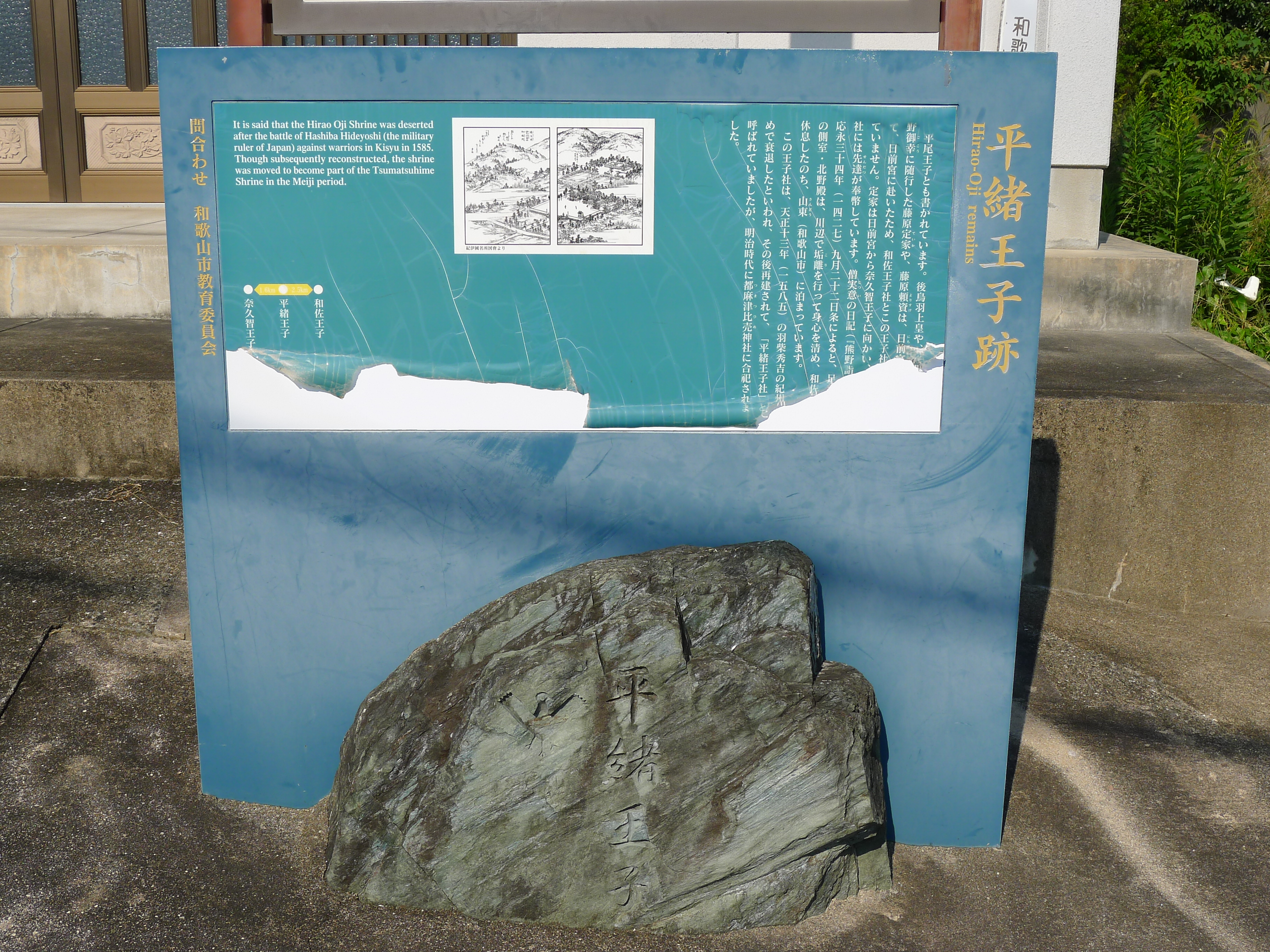
平緒王子跡

和佐王子から矢田峠を越え、導き石にしたがって進んで、伊太祁曽神社へ向う道から分かれ、平尾地区中央の小字王子脇の自治会館の辺りが平緒王子（ひらおおおうじ）の跡地である。「熊野道之間愚記」建仁元年（1201年）10月8日条に「平緒王子」の名が見えるが、日前國懸宮への奉幣のために藤原定家自身は参詣せず、先達のみが奉幣を行ったとある。また、『頼資卿記』承元4年（1210年）4月24日条にも同様に、日前國懸宮への道から和佐・平緒の両王子が外れていたため、参詣しなかったと記されている。秀吉の紀州征伐で荒廃し、その後も60坪の境内に2尺2寸4面の社殿があったが、1908年（明治41年）3月20日に都麻津姫神社に合祀された。
- 所在地 - 和歌山県和歌山市平尾562

### 奈久知王子

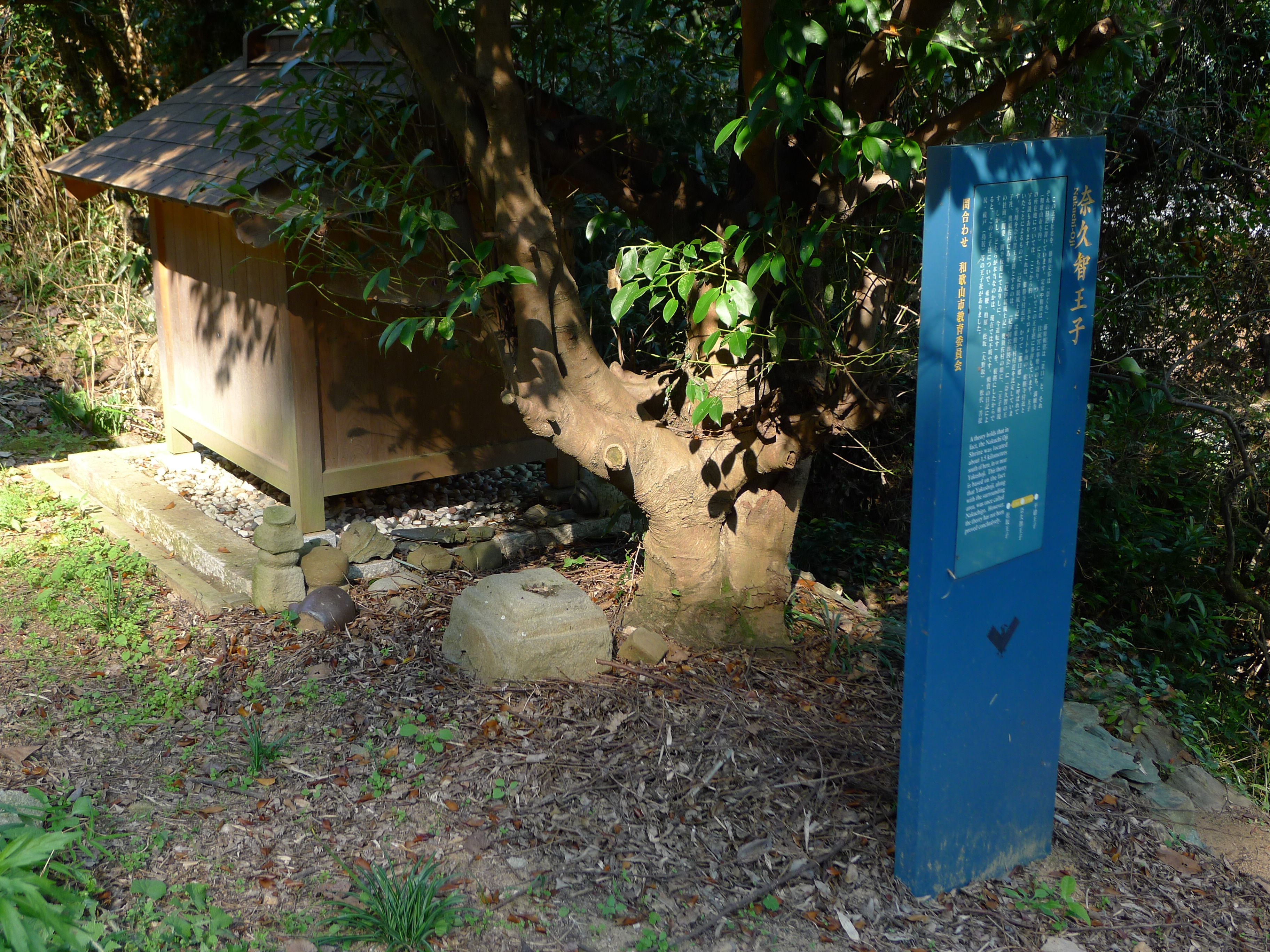
奈久智王子

奈久知王子（なくちおうじ、那口王子とも）の跡地には2つの異説がある。『紀伊名所図会』が伝える跡地は、平緒王子から南に進み、和歌山電鐵貴志川線を越え、西側のミカン畑の中にあり、小祠が祀られている（和歌山県和歌山市須佐3）。『紀伊続風土記』はここからさらに南に進んで、県道と阪和自動車道を越えた薬勝寺地区にあり、竹やぶの中に小祠が祀られているところを跡地としている（和歌山県和歌山市薬勝寺）。『和歌山県聖蹟』は後者の説を採り、地名に基づいて「柏原王子」の名で伝えている。

## 注
1. 1 2 3  平凡社[1997: 617]
2. ↑  長谷川[2007: 56]
3. 1 2  平凡社[1997: 788]
4. ↑  長谷川[2007: 57]
5. ↑  西[1987: 93]
6. ↑  平凡社[1997: 197-198]
7. 1 2  「角川日本地名大辞典」編纂委員会編[1985: 313]
8. 1 2 3  平凡社[1997: 198]
9. ↑  長谷川[2007: 57-58]
10. ↑  “県指定文化財・記念物”.   和歌山県教育委員会. 2009年10月25日閲覧。
11. ↑  “県指定文化財・有形文化財・建造物”.   和歌山県教育委員会. 2009年10月25日閲覧。
12. 1 2  長谷川[2007: 58]、西[1987: 95]
13. ↑  長谷川[2007: 58]
14. ↑  平凡社[1997: 683-684]
15. 1 2 3  平凡社[1997: 684]
16. ↑  以上、長谷川[2007: 61]および西[1987: 97]
17. ↑  長谷川[2007: 62]
18. 1 2  平凡社[1997: 895]
19. ↑  西[1987: 99]
20. ↑  長谷川[2007: 63]、西[1987: 100]
21. ↑  長谷川[2007: 63-64]、西[1987: 101]
22. ↑  長谷川[2007: 63-64]

## 文献
- 「角川日本地名大辞典」編纂委員会編、1985、『和歌山県』、角川書店（角川日本地名大辞典30） ISBN 404001300X
- 小山 靖憲、2000、『熊野古道』、岩波書店（岩波新書） ISBN 4004306655
- 西 律、1987、『熊野古道みちしるべ - 熊野九十九王子現状踏査録』、荒尾成文堂（みなもと選書1）
- 長谷川 靖高、2007、『熊野王子巡拝ガイドブック』、新風書房 ISBN 9784882696292
- 平凡社編、1983、『和歌山県の地名』、平凡社（日本歴史地名大系31）
- — 、1997、『大和・紀伊寺院神社大事典』、平凡社 ISBN 458213402-5